# Zinneke Pis

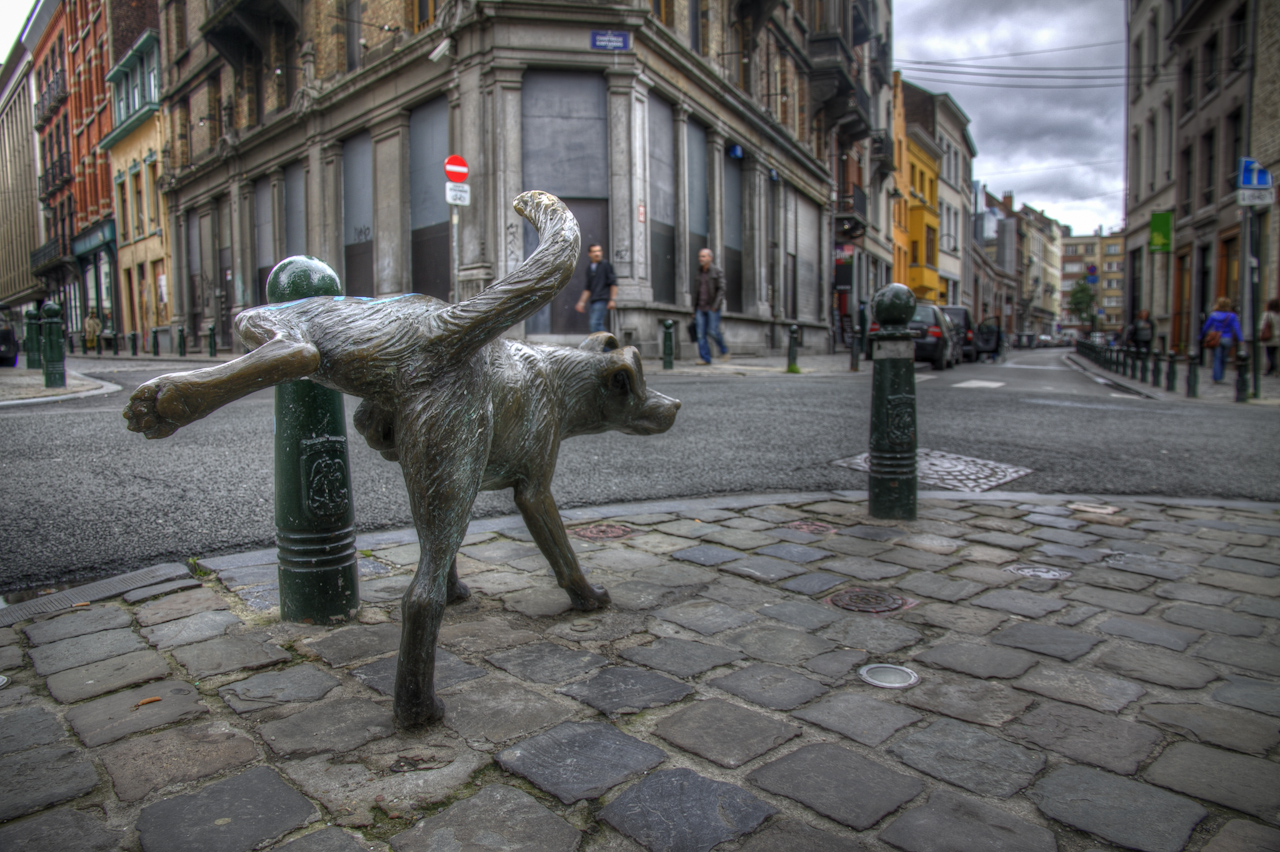
Zinneke Pis, 2011

Zinneke Pis ist eine 1998 aufgestellte Bronzeskulptur in Brüssel, die einen an einen Pfahl urinierenden Hund darstellt. Er kann als Ergänzung der bekannteren menschlichen Brunnenfiguren Manneken Pis aus dem Jahre 1619 und seines weiblichen Pendants Jeanneke Pis aus dem Jahre 1985 betrachtet werden. Er wurde auch ganz in der Nähe dieser Figuren aufgestellt, an der Kreuzung der Rue des Chartreux/Kartuizersstraat mit der Rue du Vieux-Marché aux Grains/Oude Graanmarkt. Im Brüsseler Dialekt bedeutet „Zinneke“ in etwa so viel wie „räudiger Straßenköter“. 